# Újezd (Manětín)
Újezd (německy Aujezdl) je vesnice, část města Manětín v severní části okresu Plzeň-sever v Plzeňském kraji. Katastrální území Újezd u Manětína měří 417,06 hektaru.

## Historie
První písemná zmínka o vesnici pochází z roku 1175.

## Přírodní poměry
Újezd leží v údolí nad pravým břehem Manětínského potoka mezi vrchy Kozelka a Chlumská hora, tři kilometry severozápadně od Manětína v nadmořské výšce 470 metrů. Na východě sousedí s Manětínem, na jihu s Holubovým Mlýnem a Lešovicemi, na jihozápadě s Doubravicí a na severozápadě s Mezím. Severovýchodně od vsi je na svahu Chlumské hory přírodní rezervace Chlum.

## Obyvatelstvo
Při sčítání lidu v roce 1921 zde žilo 142 obyvatel (z toho 69 mužů), z nichž bylo 131 Čechoslováků a jedenáct Němců. Kromě dvou evangelíků a šesti lidí bez vyznání se hlásili k římskokatolické církvi. Podle sčítání lidu z roku 1930 měla vesnice 128 obyvatel: 118 Čechoslováků a deset Němců. Počet evangelíků klesl na devět, katolíků bylo 115 a čtyři lidé byli bez vyznání.
| Rok            | 1869 | 1880 | 1890 | 1900 | 1910 | 1921 | 1930 | 1950 | 1961 | 1970 | 1980 | 1991 | 2001 | 2011 | 2021 |
| -------------- | ---- | ---- | ---- | ---- | ---- | ---- | ---- | ---- | ---- | ---- | ---- | ---- | ---- | ---- | ---- |
| Počet obyvatel | 158  | 148  | 161  | 139  | 157  | 142  | 128  | 85   | 89   | 81   | 68   | 53   | 48   | 44   | 32   |
| Počet domů     | 20   | 20   | 24   | 24   | 26   | 25   | 25   | 19   | 19   | 18   | 17   | 19   | 19   | 19   | 19   |

## Obecní správa
Při sčítání lidu v letech 1869–1975 Újezd byl samostatnou obcí, se kterým patřil nejprve do okresu Kralovice, ale v roce 1950 v okrese Plasy a v letech 1961–1975 v okrese Plzeň-sever. Od 1. ledna 1976 je částí města Manětín v okrese Plzeň-sever. V letech 1869–1890 k obci patřilo Mezí.